# پسر سردار
پسر سردار (به انگلیسی: Son of Sardaar) فیلمی است محصول سال ۲۰۱۲ به کارگردانی آشور دهیر. در این فیلم بازیگرانی همچون اجی دیوگن، سوناکشی سینها، جوهی چاولا، سانجی دات، آرجان باجوا، موکول دو، تانوجا، ماکش تیواری و سلمان خان ایفای نقش کرده‌اند.

## داستان فیلم
در پی درگیری بین دو خانواده در هندوستان و کشت و کشتار این دو خانواده تا حدی که از خانواده راندابا یک پسری به نام جسی بیشتر باقی نمی‌ماند، که توسط مادرش به لندن برده می‌شود تا از این کشت و کشتار دور بماند
پس از فوت مادر برای فروش زمین اجدادی خود به هندوستان بازمی‌گردد و در راه برگشت با دختری آشنا می‌شود که از خانواده دشمن او می‌باشد